# 方南町駅
方南町駅（ほうなんちょうえき）は、東京都杉並区堀ノ内一丁目にある、東京地下鉄（東京メトロ）丸ノ内線（分岐線）の駅で、分岐線の終着駅である。駅番号はMb 03。

## 歴史
- 1962年（昭和37年）3月23日：中野富士見町駅 - 当駅間延伸と同時に帝都高速度交通営団（営団地下鉄）荻窪線分岐線の駅として開業。
- 1972年（昭和47年）4月1日：荻窪線分岐線を丸ノ内線分岐線に改称。
- 2004年（平成16年）
  - 4月1日：営団地下鉄民営化に伴い、当駅は東京メトロに継承される[3]。
  - 5月8日：ホームドアの使用を開始[4][5]。
- 2007年（平成19年）3月18日：ICカード「PASMO」の利用が可能となる[6]。
- 2016年（平成28年）11月：訪日外国人旅行者の利便性向上のため、駅ナンバリングが発音上同一であった「方南町 (m-03)・新高円寺 (M-03)」について、自動放送による発音上の区別をつけるよう、当駅の路線記号をm（小文字のエム）からMb（エムビー、Marunouchi branch line の頭文字）に変更[2]。
- 2017年（平成29年）12月9日：3a・3b番出入口、エレベーターの使用開始[7][8]。
- 2018年（平成30年）
  - 5月26日：当駅のホーム延伸工事に伴うダイヤ改正により、2番線の使用を休止[9]。
  - 9月22日：2番線の使用を再開。1番線の使用を休止[9]。
- 2019年（平成31年・令和元年）
  - 1月26日：1番線の使用を再開[10]。ホーム延伸工事終了[10]。
  - 7月5日：当駅のホーム6両化完成に伴い、6両編成での池袋駅 - 当駅間の直通運転開始[11][7]。同時に発車メロディを導入。

## 駅構造
東京メトロの駅では数少ない、他の地下鉄や鉄道路線と接続がない単独終端駅である。かつての営団時代は単独終端駅は多数あったが、路線自体の延長による途中駅化や他の路線の接続によって少なくなり、自社では現在では当駅のほか、千代田線の北綾瀬駅のみである。
頭端式ホーム1面2線を有する地下駅である。1番、3a・3b番出入口（西改札）は環七通り（東京都道318号環状七号線）と方南通り（東京都道14号新宿国立線）との交差地点にあり、2番出入口（東改札）は方南通り沿いの方南二丁目に位置する。
当駅のホームは、建設時から6両編成対応として計画されていたが、ホーム有効長は他の荻窪線（当時）の各駅が120 m（新中野駅のみ140 m）であるのに対し、当駅は110 mと短かった。このため過走余裕等の問題から、長らく当駅には最大で3両編成までの電車が乗り入れており、2004年に設置されたホームドアも3両分のみの設置となっていた（他は固定柵のみ設置）。
2012年度事業計画で、ホーム有効長を延伸し6両編成の停車を可能とすることなどが発表され、2013年11月初旬に駅改良工事の着手をした。ホーム延伸工事のため、2018年5月26日よりダイヤを改正し、2番線の使用を休止して1番線のみで運用、同年9月22日から翌年2019年1月25日までは、逆に1番線の使用を休止して2番線のみでの運用となっていた。ホーム延伸工事の完成により、当駅ホームは110 m長から26 m延伸した136 m長となり、合わせてホームドアも6両分設置し、当駅にも6両編成の乗り入れが可能となった。
トイレ・エレベーター・エスカレーターは西改札側にのみ設置されており、東改札側には設置されていない。元々狭い場所に建設された経緯があり、バリアフリー化は困難な状況だった。しかし、新たに土地を取得することでバリアフリー化工事に着手し、従来は地下部分に収容していた施設を、地下1階・地上3階建てのビルに収容した。2017年12月にこのビル内に設けたエレベーターとエスカレーターを備えた3a・3b番出入口の供用を開始した。バリアフリー化工事と合わせたホーム延伸改良工事は、約8年の歳月と約70億円の費用を要した。
2013年5月頃より、個人が市販の戦隊ヒーロー風のコスプレスーツとマスクを付け「ベビーカーおろすんジャー」と名乗り、不定期にエレベーターの無い駅階段でベビーカーや重い荷物を運ぶボランティア活動を行っている。この模様は日本での新聞などで取り上げられ、世界のメディアでも紹介された。2013年9月頃より、駅側が荷物運びを補助する警備員を配置している。

### のりば
| 番線 | 路線     | 行先         |
| ---- | -------- | ------------ |
| 1・2 | 丸ノ内線 | 中野坂上方面 |

（出典：東京メトロ:構内図）
- 夜間留置が設定されている。

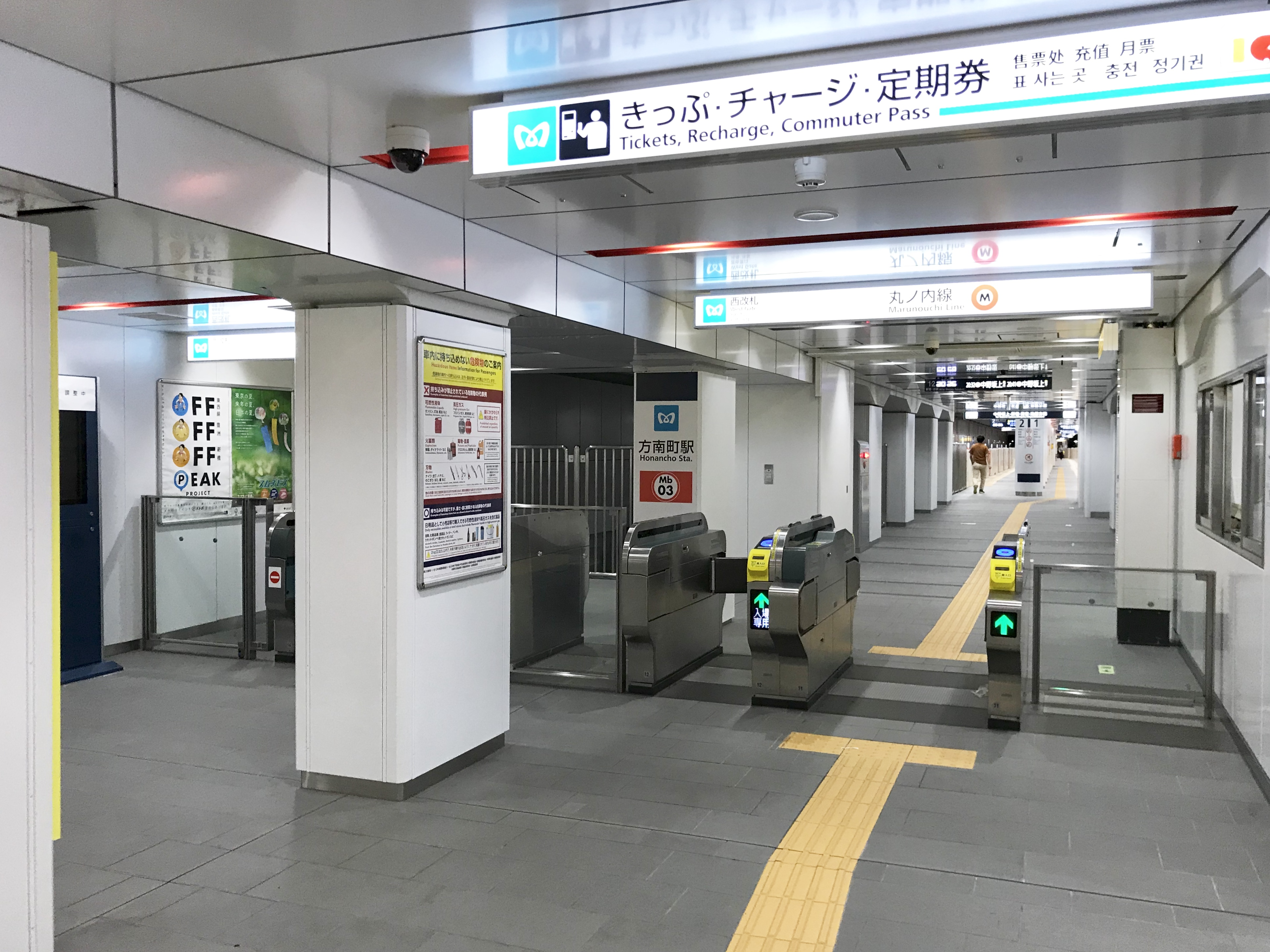
西改札・ホーム（2019年8月）
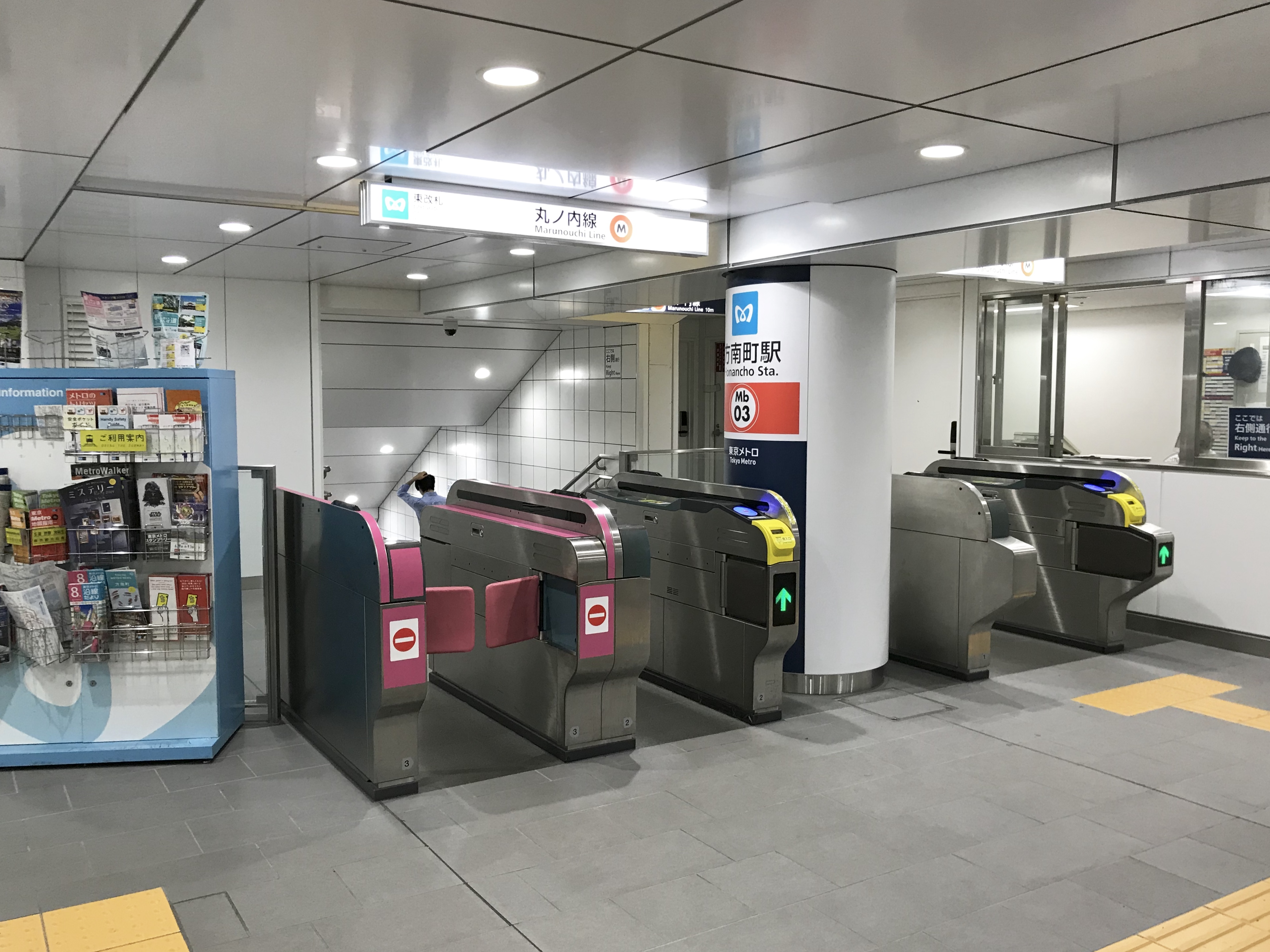
東改札（2019年8月）
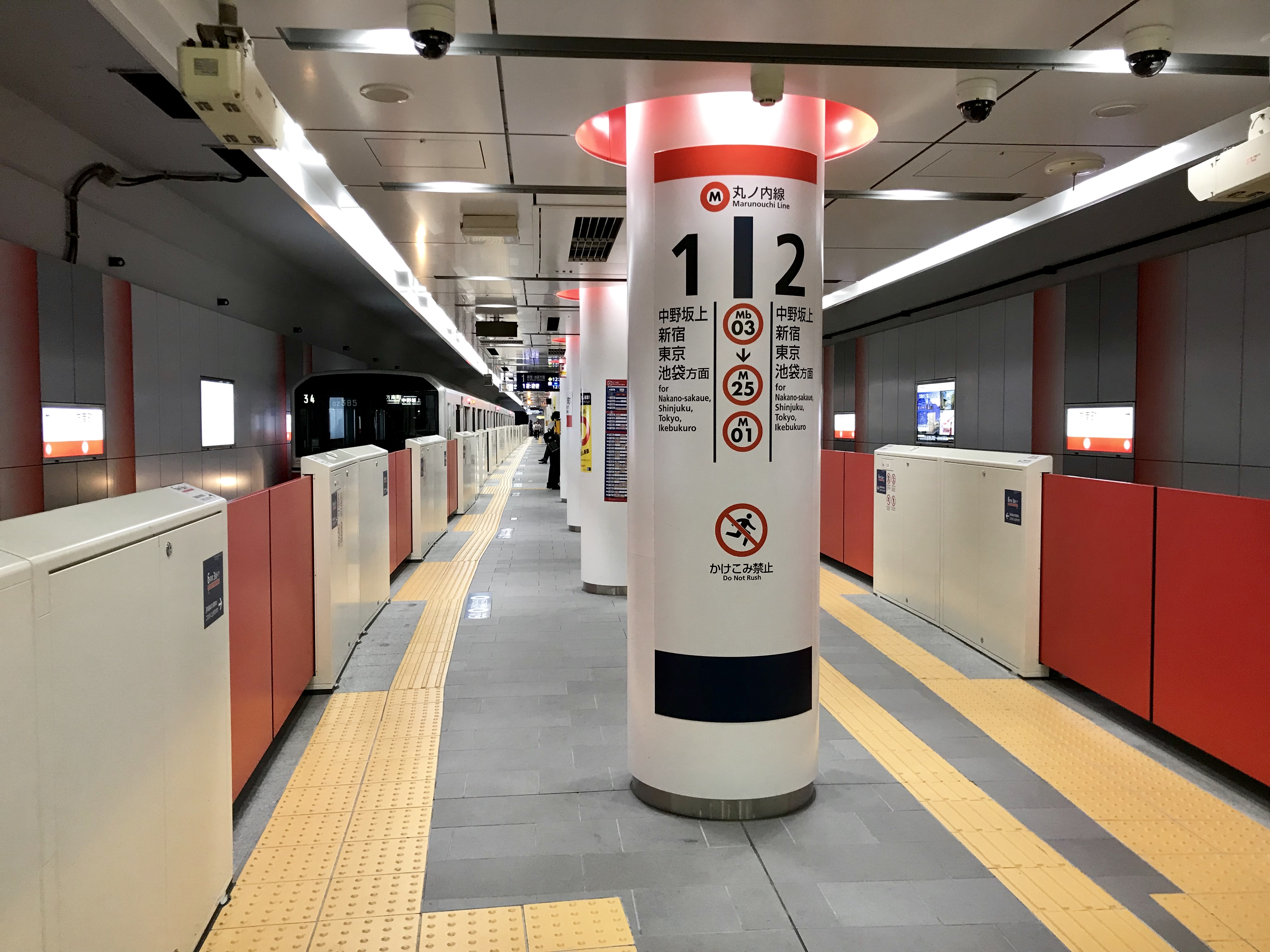
ホーム（2019年8月）
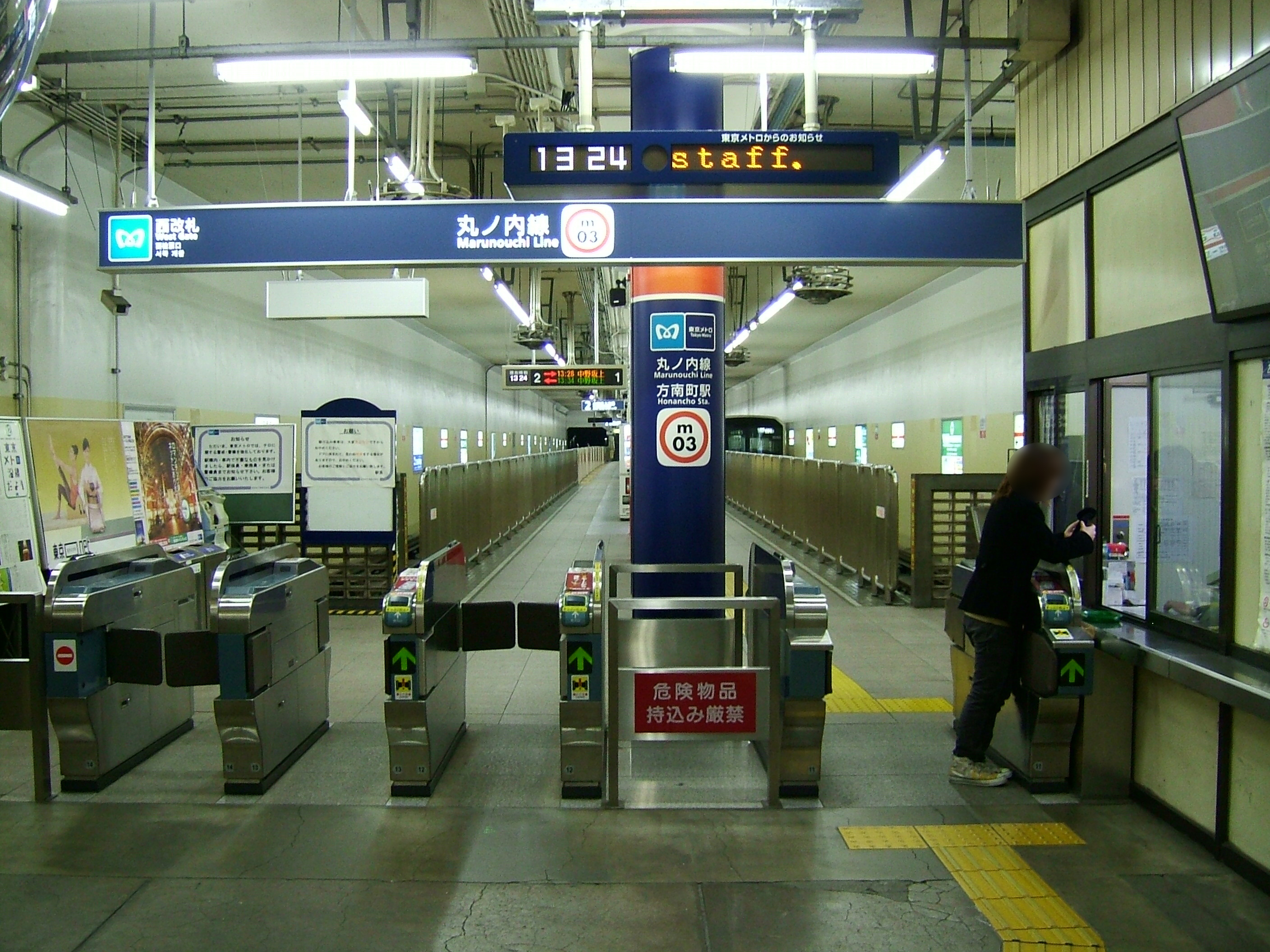
リニューアル前の西改札・ホーム（2006年12月）
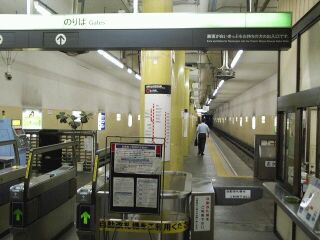
ホームドア設置前の西改札・ホーム（2001年8月）
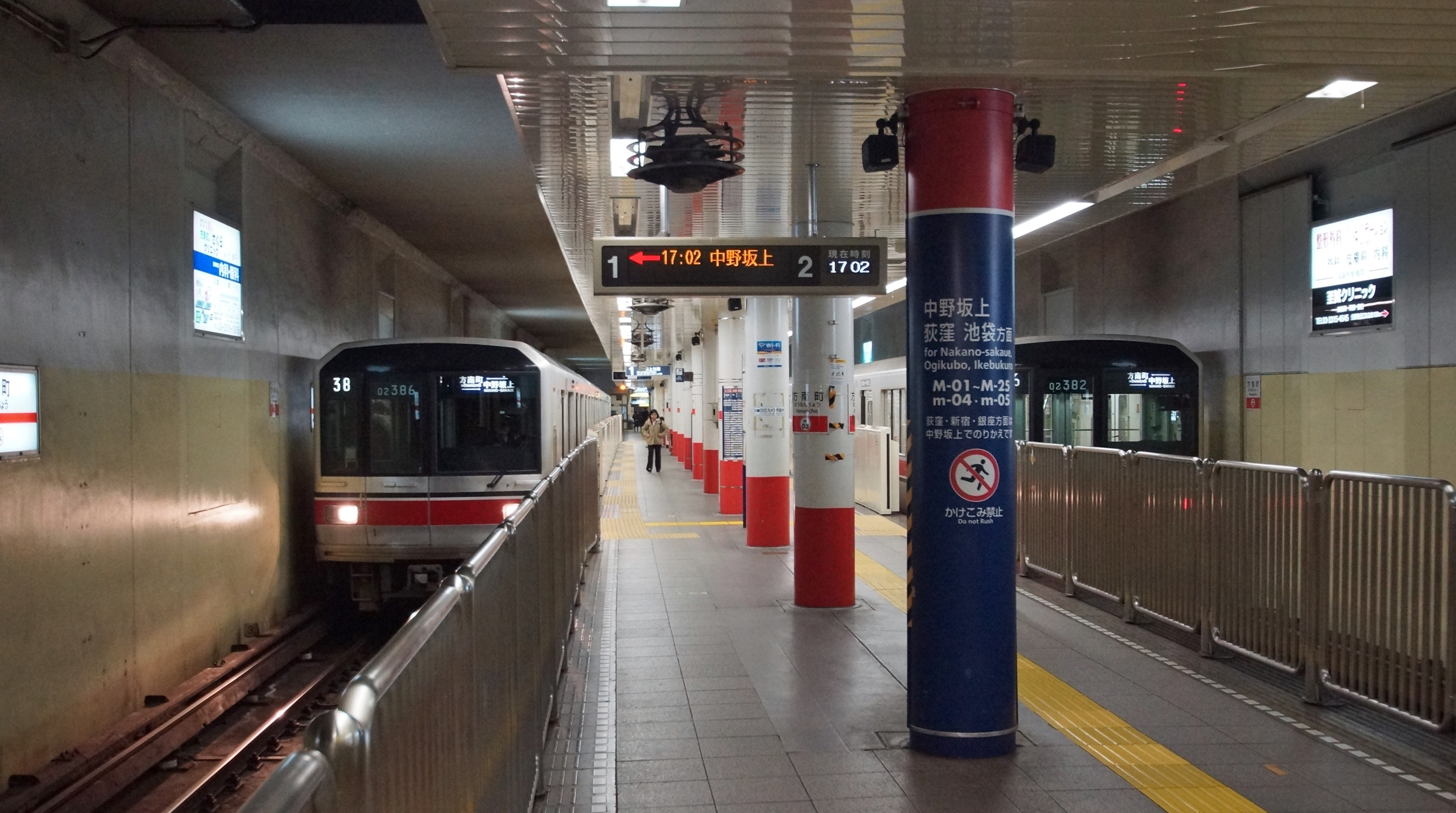
リニューアル前のホーム（2013年11月）
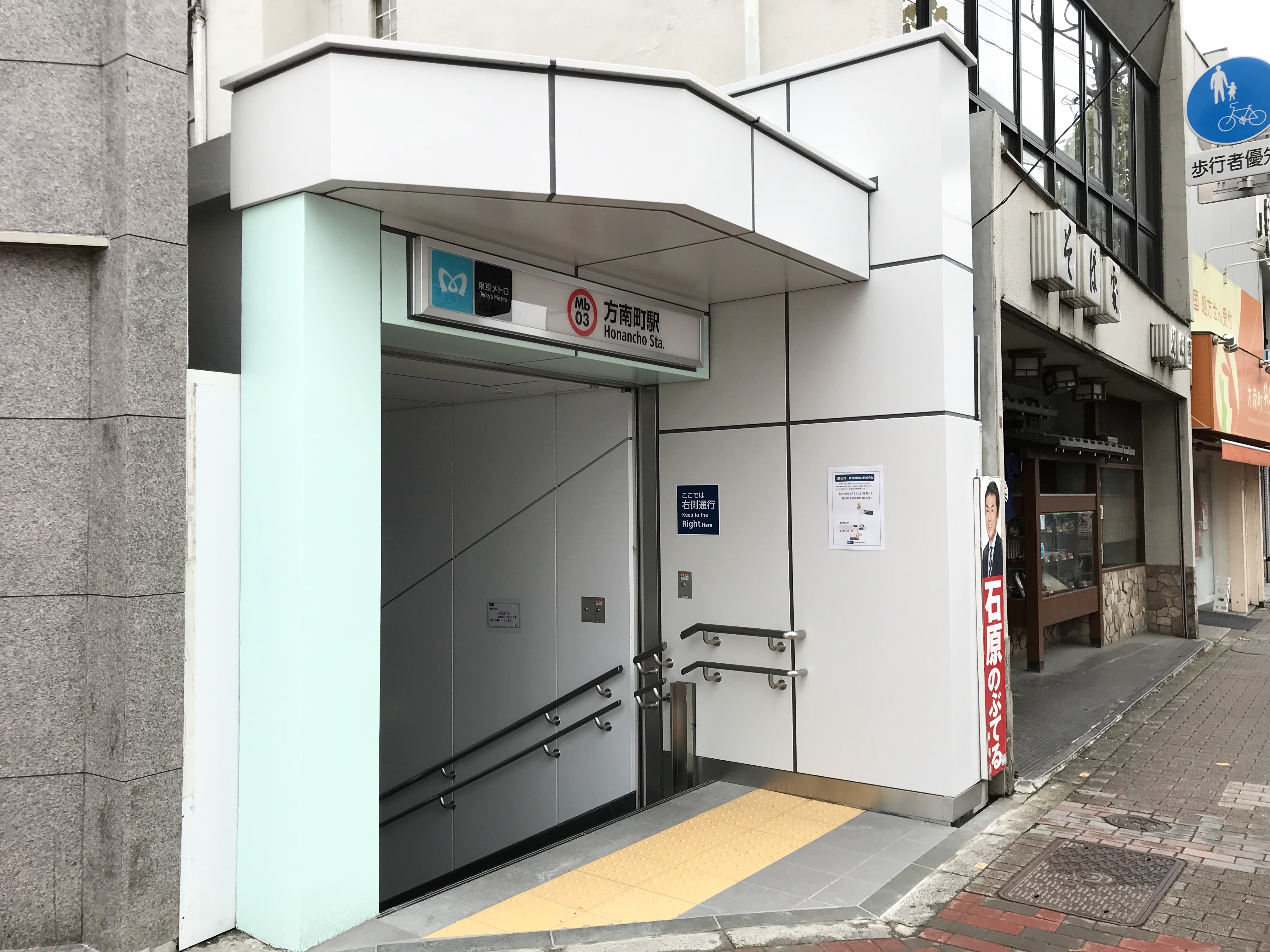
1番出入口（2018年9月）
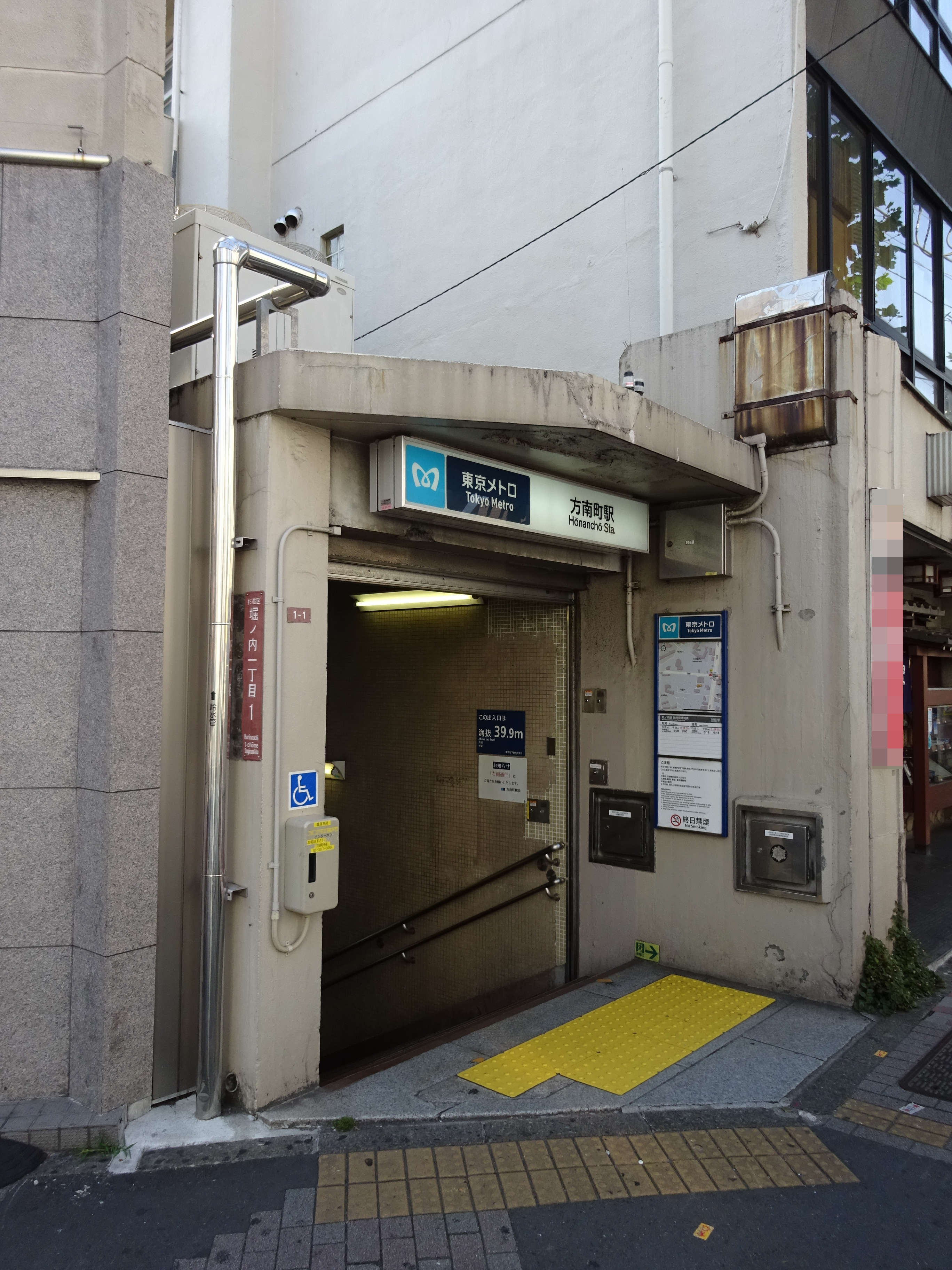
リニューアル前の1番出入口（2016年6月）

### 発車メロディ
6両編成の列車の乗り入れ開始と同時に、スイッチ制作の発車メロディ（発車サイン音）が導入されている。
曲は1番線が「スペシャルゲスト」（塩塚博作曲）、2番線が「希望の電車」（福嶋尚哉作曲）である。

## 利用状況
2024年度の1日平均乗降人員は40,171人であり、東京メトロ全130駅中91位。
近年の1日平均乗降・乗車人員推移は下表の通りである。
| 年度               | 1日平均 乗降人員 | 1日平均 乗車人員 | 出典     |
| ------------------ | ---------------- | ---------------- | -------- |
| 1990年（平成02年） |                  | 17,416           | [ * 1 ]  |
| 1991年（平成03年） |                  | 17,320           | [ * 2 ]  |
| 1992年（平成04年） |                  | 17,175           | [ * 3 ]  |
| 1993年（平成05年） |                  | 16,945           | [ * 4 ]  |
| 1994年（平成06年） |                  | 16,655           | [ * 5 ]  |
| 1995年（平成07年） | 31,490           | 16,281           | [ * 6 ]  |
| 1996年（平成08年） | 31,178           | 16,126           | [ * 7 ]  |
| 1997年（平成09年） | 30,879           | 15,923           | [ * 8 ]  |
| 1998年（平成10年） | 31,157           | 16,079           | [ * 9 ]  |
| 1999年（平成11年） | 30,300           | 15,844           | [ * 10 ] |
| 2000年（平成12年） | 30,681           | 15,989           | [ * 11 ] |
| 2001年（平成13年） | 31,341           | 16,233           | [ * 12 ] |
| 2002年（平成14年） | 31,281           | 16,088           | [ * 13 ] |
| 2003年（平成15年） | 31,026           | 15,956           | [ * 14 ] |
| 2004年（平成16年） | 31,055           | 15,808           | [ * 15 ] |
| 2005年（平成17年） | 31,442           | 15,975           | [ * 16 ] |
| 2006年（平成18年） | 31,418           | 15,948           | [ * 17 ] |
| 2007年（平成19年） | 31,447           | 15,948           | [ * 18 ] |
| 2008年（平成20年） | 30,946           | 15,685           | [ * 19 ] |
| 2009年（平成21年） | 31,105           | 15,808           | [ * 20 ] |
| 2010年（平成22年） | 31,360           | 15,882           | [ * 21 ] |
| 2011年（平成23年） | 31,095           | 15,742           | [ * 22 ] |
| 2012年（平成24年） | 32,060           | 16,153           | [ * 23 ] |
| 2013年（平成25年） | 33,335           | 16,153           | [ * 24 ] |
| 2014年（平成26年） | 33,904           | 16,819           | [ * 25 ] |
| 2015年（平成27年） | 35,001           | 17,587           | [ * 26 ] |
| 2016年（平成28年） | 36,335           | 18,227           | [ * 27 ] |
| 2017年（平成29年） | 37,224           | 18,652           | [ * 28 ] |
| 2018年（平成30年） | 38,064           | 19,047           | [ * 29 ] |
| 2019年（令和元年） | 39,769           | 19,891           | [ * 30 ] |
| 2020年（令和02年） | 30,412           |                  |          |
| 2021年（令和03年） | 32,003           |                  |          |
| 2022年（令和04年） | 34,927           |                  |          |
| 2023年（令和05年） | 38,148           |                  |          |
| 2024年（令和06年） | 40,171           |                  |          |

## 駅周辺
- 杉並区和泉保健センター
- 杉並区方南会館
- 杉並区立方南図書館
- 佼成学園中学校・高等学校
- 専修大学附属高等学校
- 杉並区立済美教育センター
  - 杉並区立済美養護学校
- 立正佼成会
- 杏林大学医学部付属杉並病院
- 杉並方南二郵便局
- 杉並聖堂前郵便局
- 杉並堀ノ内郵便局
- 河北リハビリテーション病院
- みずほ銀行 方南町支店
- 方南銀座商店街
- 方南通り（東京都道14号新宿国立線）
- 環七通り（東京都道318号環状七号線）
- 善福寺川
- 神田川
- サミットストア 和泉店
- 島忠 ホームズ中野本店

## バス路線
1番出入口（西口）からは「方南町駅」停留所（方南通り・和泉4/堀の内1側）と「方南八幡通り」停留所（環七通り・和泉4/方南2側）が近く、2番出入口（東口）からは「峰」停留所（方南通り・方南2 / 南台5側）が近い。特記のないものはすべて京王バスの運行路線である。
方南町駅
- 宿33系統：新宿駅西口行 / 永福町行
- 中71系統：中野駅行 / 永福町行
- 永70系統：佼成会聖堂前行 / 永福町行
- 永72系統：杏林大学杉並病院行 / 永福町行
- 030系統：バスターミナル東京八重洲行 / 永福町行

方南八幡通り
- 渋66系統（都営）、（京王）：渋谷駅前（渋谷駅）行 / 阿佐ヶ谷駅前（阿佐ヶ谷駅）行・杉並車庫前行
- 宿91系統（都営）：新宿駅西口行・杉並車庫前行 / 新代田駅前行

峰
- 宿33系統：新宿駅西口行 / 永福町行
- 030系統：バスターミナル東京八重洲行 / 永福町行

## 隣の駅
東京地下鉄（東京メトロ）
 丸ノ内線（分岐線）
方南町駅 (Mb 03) - 中野富士見町駅 (Mb 04)